# 퀸스 파크 FC
퀸스 파크 FC(Queen's Park Football Club, Queen's Park F.C.)는 스코틀랜드 글래스고를 연고로 하는 축구 클럽으로 현재 스코티시 챔피언십에서 활동하고 있다. 퀸스 파크는 1867년에 창단 되었고 스코틀랜드에서 가장 오래된 축구 클럽이다.

## 성적
- 스코틀랜드 컵 우승 10회 (1874, 1875, 1876, 1880, 1881, 1882, 1884, 1886, 1890, 1893), 준우승 2회 (1892, 1900)
- 스코틀랜드 풋볼 리그 1부 우승 2회 (1923, 1956)
- 스코틀랜드 풋볼 리그 2부 우승 1회 (1981)
- 스코틀랜드 풋볼 리그 3부 우승 1회 (2000)

## 선수 명단

### 현역
참고: FIFA 자격 규정에 따라 소속된 국가대표팀 국기를 표시합니다. 선수는 복수의 FIFA 비회원국 국적을 가지고 있을 수 있습니다.
| 번호 | 포지션 | 국적     | 이름          |
| ---- | ------ | -------- | ------------- |
| 1    | GK     | 잉글랜드 | 칼럼 페리     |
| 11   | MF     | 잉글랜드 | 카일 허스트   |
| 12   | DF     | 잉글랜드 | 벤 잭슨       |
| 22   | MF     | 웨일스   | 자단 레이몬드 |

| 번호 | 포지션 | 국적 | 이름 |
| ---- | ------ | ---- | ---- |

## 역대 감독
| 감독          | 임기      |
| ------------- | --------- |
| 빌리 스타크   | 2004~2008 |
| 오언 코일     | 2022~2023 |
| 칼럼 데이비슨 | 2024~     |